# 伊達宗元
伊達 宗元（だて むねもと）は、江戸時代前期から中期にかけての武士。陸奥国仙台藩一門第四席・涌谷伊達家3代（亘理氏21代）当主。

## 略歴
寛永19年（1642年）、伊達宗重の次男として誕生。
宗元が日光東照宮の修築を任された際、藩主伊達綱村から御家の幕を改めるよう命じられた｡
宗元の系統は亘理氏から起こっている。そして亘理氏は千葉六党の武石氏一族であるため、宗元は家臣に千葉氏の家紋を調べさせ、以後改めた｡

## 系譜
- 父：伊達宗重（1615-1671）
- 母：天童頼重の娘
- 正室：鶴松 - 伊達宗敏の長女
  - 男子：伊達村元（1666-1718）
  - 男子：亘理元篤（1676-1741） -佐沼（高清水）亘理家を継ぐ
  - 五男：伊達村泰（1682-1731） - 伊達敏親の養子